# Pouilly-en-Auxois
Pouilly-en-Auxois è un comune francese di 1 687 abitanti situato nel dipartimento della Côte-d'Or nella regione della Borgogna-Franca Contea.

## Società

### Evoluzione demografica
Abitanti censiti